# Stazione di Malvaglia Chiesa
La stazione di Malvaglia Chiesa è stata una fermata ferroviaria facoltativa della ferrovia Biasca-Acquarossa, chiusa il 29 settembre 1973. Era a servizio del comune di Malvaglia.

## Strutture e impianti
Era costituita solo del binario di linea per la circolazione dei treni. Ad oggi non rimane nessuna traccia, il binario è stato smantellato per l'attuale strada statale.